# López (Messico)
López è un comune del Messico, situato nello stato di Chihuahua, il cui caapoluogo è la località di Villa López.